# Castellnovo
Castellnovo (em castelhano) ou Castellnou (em valenciano) é um município da Espanha na província de Castelló, Comunidade Valenciana. Tem 19,2 km² de área e em 2021 tinha 914 habitantes (densidade: 47,6 hab./km²).

## Demografia
| Variação demográfica do município entre 1991 e 2004 | Variação demográfica do município entre 1991 e 2004 | Variação demográfica do município entre 1991 e 2004 | Variação demográfica do município entre 1991 e 2004 |
| --------------------------------------------------- | --------------------------------------------------- | --------------------------------------------------- | --------------------------------------------------- |
| 1991                                                | 1996                                                | 2001                                                | 2004                                                |
| 1094                                                | 1037                                                | 1026                                                | 1011                                                |